# A Ferencvárosi TC 1911–1912-es szezonja
A Ferencvárosi TC 1911–1912-es szezonja szócikk a Ferencvárosi TC első számú férfi labdarúgócsapatának egy szezonjáról szól, mely összességében és sorozatban is a 11. idénye volt a csapatnak a magyar első osztályban. A klub fennállásának ekkor volt a 13. évfordulója.

## Mérkőzések
| Színmagyarázat | Színmagyarázat |
| -------------- | -------------- |
|                | Győzelem.      |
|                | Döntetlen.     |
|                | Vereség.       |

### Bajnokság (I. osztály) 1911–12

#### Őszi fordulók
| 1911. szeptember 3. |

| Ferencváros     | 2 – 1       | Törekvés SE |
| --------------- | ----------- | ----------- |
| Schlosser Payer | Jegyzőkönyv |             |

| Üllői út, Budapest |

| 1911. szeptember 12. |

| Ferencváros             | 5 – 1       | III. Kerületi TVE |
| ----------------------- | ----------- | ----------------- |
| Schlosser Borbás Koródy | Jegyzőkönyv |                   |

| Üllői út, Budapest |

| 1911. szeptember 17. |

| Ferencváros                      | 6 – 1       | Magyar AC |
| -------------------------------- | ----------- | --------- |
| Schlosser Borbás Szeitler Koródy | Jegyzőkönyv |           |

| Üllői út, Budapest |

| 1911. október 9. |

| Budapesti TC | 3 – 2       | Ferencváros     |
| ------------ | ----------- | --------------- |
|              | Jegyzőkönyv | Schlosser Bródy |

| Budapest |

| 1911. október 10. |

| Nemzeti SC | 0 – 7       | Ferencváros                            |
| ---------- | ----------- | -------------------------------------- |
|            | Jegyzőkönyv | Schlosser Koródy Weisz Szeitler Borbás |

| Üllői út, Budapest |

| 1911. október 22. |

| Ferencváros            | 4 – 1       | Budapesti AK |
| ---------------------- | ----------- | ------------ |
| Weisz Schlosser Koródy | Jegyzőkönyv |              |

| Üllői út, Budapest |

| 1911. november 19. |

| Ferencváros                 | 5 – 0       | 33 FC |
| --------------------------- | ----------- | ----- |
| Schlosser Weinber II Pataki | Jegyzőkönyv |       |

| Üllői út, Budapest |

| 1911. november 27. |

| Ferencváros | 0 – 0               | MTK |
| ----------- | ------------------- | --- |
|             | (0 – 0) Jegyzőkönyv |     |

| Üllői út, Budapest |

| 1911. december 3. |

| Ferencváros      | 6 – 0       | Terézvárosi TC |
| ---------------- | ----------- | -------------- |
| Schlosser Koródy | Jegyzőkönyv |                |

| Üllői út, Budapest |

#### Tavaszi fordulók
| 1912. február 4. |

| Magyar AC | 2 – 9       | Ferencváros                        |
| --------- | ----------- | ---------------------------------- |
|           | Jegyzőkönyv | Koródy Pataki Borbás ög' Schlosser |

| Üllői út, Budapest |

| 1912. március 17. |

| Ferencváros  | 2 – 0       | Budapesti TC |
| ------------ | ----------- | ------------ |
| Varga Koródy | Jegyzőkönyv |              |

| Üllői út, Budapest |

| 1912. március 24. |

| Budapesti AK | 3 – 5       | Ferencváros             |
| ------------ | ----------- | ----------------------- |
|              | Jegyzőkönyv | Schlosser Pataki Koródy |

| Üllői út, Budapest |

| 1912. március 25. |

| 33 FC | 0 – 4       | Ferencváros          |
| ----- | ----------- | -------------------- |
|       | Jegyzőkönyv | Schlosser Weinber II |

| Üllői út, Budapest |

| 1912. március 31. |

| MTK | 1 – 0       | Ferencváros |
| --- | ----------- | ----------- |
|     | Jegyzőkönyv |             |

| Hungária körút, Budapest |

| 1912. május 18. |

| Terézvárosi TC | 0 – 0               | Ferencváros |
| -------------- | ------------------- | ----------- |
|                | (0 – 0) Jegyzőkönyv |             |

| Üllői út, Budapest |

| 1912. május 30. |

| Ferencváros | 1 – 0       | Nemzeti SC |
| ----------- | ----------- | ---------- |
| Koródy      | Jegyzőkönyv |            |

| Üllői út, Budapest |

| 1912. június 3. |

| Törekvés SE | 1 – 5       | Ferencváros             |
| ----------- | ----------- | ----------------------- |
|             | Jegyzőkönyv | Pataki Borbás Schlosser |

| Üllői út, Budapest |

| 1912. június 9. |

| III. Kerületi TVE | 3 – 11      | Ferencváros                 |
| ----------------- | ----------- | --------------------------- |
|                   | Jegyzőkönyv | Schlosser Weinber II Koródy |

| Üllői út, Budapest |

#### A végeredmény
| #  | Csapat            | J  | Gy | D | V  | Rg | Kg | Gk  | P  | Megjegyzés |
| -- | ----------------- | -- | -- | - | -- | -- | -- | --- | -- | ---------- |
| 1  | Ferencvárosi TC   | 18 | 14 | 2 | 2  | 74 | 17 | +57 | 30 | Bajnok     |
| 2  | MTK               | 18 | 9  | 4 | 5  | 38 | 22 | +16 | 22 |            |
| 3  | BAK               | 18 | 8  | 4 | 6  | 36 | 36 | 0   | 20 |            |
| 4  | MAC               | 18 | 8  | 3 | 7  | 37 | 39 | -2  | 19 |            |
| 5  | Terézvárosi TC    | 18 | 7  | 3 | 8  | 24 | 43 | -19 | 17 |            |
| 6  | Bp. Törekvés SE   | 18 | 7  | 2 | 9  | 25 | 25 | 0   | 16 |            |
| 7  | Nemzeti SC        | 18 | 7  | 2 | 9  | 26 | 39 | -13 | 16 |            |
| 8  | Budapesti TC      | 18 | 6  | 3 | 9  | 29 | 30 | -1  | 15 |            |
| 9  | 33 FC             | 18 | 5  | 3 | 10 | 16 | 34 | -18 | 13 |            |
| 10 | III. Kerületi TVE | 18 | 5  | 2 | 11 | 25 | 45 | -20 | 12 | Kiesett    |

### Magyar kupa
Elődöntő
| 1912. február 25. |

| Ferencváros | 0 – 1               | MTK |
| ----------- | ------------------- | --- |
|             | (0 – 0) Jegyzőkönyv |     |

| Üllői út, Budapest |

### Challenge Kupa
Döntő
| 1911. szeptember 23. |

| Wiener AC | 3 – 0       | Ferencváros |
| --------- | ----------- | ----------- |
|           | Jegyzőkönyv |             |

| Bécs |

### Egyéb mérkőzések
| 1911. augusztus 27. |

| Ferencváros            | 4 – 3       | Nemzeti SC |
| ---------------------- | ----------- | ---------- |
| Koródy Schlosser Weisz | Jegyzőkönyv |            |

| Üllői út, Budapest |

| 1911. szeptember 27. |

| Ferencváros                     | 7 – 1       | Galatasaray |
| ------------------------------- | ----------- | ----------- |
| Schlosser Koródy Szeitler Ecker | Jegyzőkönyv |             |

| Üllői út, Budapest |

| 1911. november 1. |

| Ferencváros                   | 8 – 0       | Internationale Karlsbad |
| ----------------------------- | ----------- | ----------------------- |
| Schlosser Weisz Koródy Borbás | Jegyzőkönyv |                         |

| Üllői út, Budapest |

| 1911. december 24. |

| Viktoria Hamburg | 3 – 5       | Ferencváros            |
| ---------------- | ----------- | ---------------------- |
|                  | Jegyzőkönyv | Schlosser Pataki Weisz |

| Hamburg |

| 1911. december 25. |

| Bremen SC | 0 – 5       | Ferencváros                    |
| --------- | ----------- | ------------------------------ |
|           | Jegyzőkönyv | Koródy Pataki Schlosser Borbás |

| Bréma |

| 1911. december 30. |

| Hertha Berlin | 2 – 4       | Ferencváros            |
| ------------- | ----------- | ---------------------- |
|               | Jegyzőkönyv | Schlosser Weisz Koródy |

| Berlin |

| 1912. január 1. |

| Preussen | 2 – 7       | Ferencváros             |
| -------- | ----------- | ----------------------- |
|          | Jegyzőkönyv | Pataki Schlosser Koródy |

| Berlin |

| 1912. január 8. |

| Woking FC | 2 – 3       | Ferencváros |
| --------- | ----------- | ----------- |
|           | Jegyzőkönyv | Koródy ög'  |

| London |

| 1912. január 10. |

| English Wanderers | 4 – 1       | Ferencváros |
| ----------------- | ----------- | ----------- |
|                   | Jegyzőkönyv | Borbás      |

| London |

| 1912. február 18. |

| Ferencváros      | 5 – 0       | Budapesti TC |
| ---------------- | ----------- | ------------ |
| Schlosser Borbás | Jegyzőkönyv |              |

| Üllői út, Budapest |

| 1912. március 3. |

| Ferencváros        | 4 – 1               | Rapid Wien |
| ------------------ | ------------------- | ---------- |
| Koródy Rumbold ög' | (2 – 1) Jegyzőkönyv |            |

| Üllői út, Budapest |

| 1912. március 10. |

| Ferencváros | 0 – 2       | WAF |
| ----------- | ----------- | --- |
|             | Jegyzőkönyv |     |

| Üllői út, Budapest |

| 1912. április 7. |

| Ferencváros          | 5 – 3       | III. Kerületi TVE |
| -------------------- | ----------- | ----------------- |
| Schlosser Pataki ög' | Jegyzőkönyv |                   |

| Üllői út, Budapest |

| 1912. április 8. |

| Ferencváros | 0 – 1       | Bishop Auckland |
| ----------- | ----------- | --------------- |
|             | Jegyzőkönyv |                 |

| Üllői út, Budapest |

| 1912. április 11. |

| Ferencváros | 0 – 1       | Bishop Auckland |
| ----------- | ----------- | --------------- |
|             | Jegyzőkönyv |                 |

| Üllői út, Budapest |

| 1912. április 21. |

| Ferencváros      | 3 – 2       | Vienna FC |
| ---------------- | ----------- | --------- |
| Pataki Schlosser | Jegyzőkönyv |           |

| Üllői út, Budapest |

| 1912. április 28. |

| WAF | 0 – 0               | Ferencváros |
| --- | ------------------- | ----------- |
|     | (0 – 0) Jegyzőkönyv |             |

| Bécs |

| 1912. május 5. |

| Ferencváros         | 3 – 2       | Amateure |
| ------------------- | ----------- | -------- |
| Pataki Koródy Weisz | Jegyzőkönyv |          |

| Üllői út, Budapest |

| 1912. május 8. |

| Ferencváros             | 7 – 0       | Angol vasutas válogatott |
| ----------------------- | ----------- | ------------------------ |
| Koródy Pataki Schlosser | Jegyzőkönyv |                          |

| Üllői út, Budapest |

| 1912. május 16. |

| Ferencváros      | 3 – 2       | Budapesti AK |
| ---------------- | ----------- | ------------ |
| Schlosser Koródy | Jegyzőkönyv |              |

| Üllői út, Budapest |

| 1912. május 20. |

| Ferencváros | 1 – 2       | Woolwich Arsenal |
| ----------- | ----------- | ---------------- |
| Koródy      | Jegyzőkönyv |                  |

| Üllői út, Budapest |

| 1912. május 25. |

| Czarny | 0 – 0               | Ferencváros |
| ------ | ------------------- | ----------- |
|        | (0 – 0) Jegyzőkönyv |             |

| Lviv |

| 1912. május 26. |

| Ferencváros | 1 – 4       | Tottenham Hotspur |
| ----------- | ----------- | ----------------- |
| Koródy      | Jegyzőkönyv |                   |

| Üllői út, Budapest |

| 1912. május 27. |

| Czarny | 1 – 8       | Ferencváros                       |
| ------ | ----------- | --------------------------------- |
|        | Jegyzőkönyv | Koródy II Varga Schmolling Wurfer |

| Lviv |

| 1912. május 28. |

| FTC, BAK, MAC, NSC vegyes | 2 – 2       | Tottenham Hotspur |
| ------------------------- | ----------- | ----------------- |
| Bodnár Schlosser          | Jegyzőkönyv |                   |

| Üllői út, Budapest |

| 1912. június 6. |

| Rapid Wien | 4 – 0       | Ferencváros |
| ---------- | ----------- | ----------- |
|            | Jegyzőkönyv |             |

| Bécs |

| 1912. június 12. |

| HAŠK Zagreb | 0 – 5       | Ferencváros       |
| ----------- | ----------- | ----------------- |
|             | Jegyzőkönyv | Koródy Schmolling |

| Zágráb |

## Külső hivatkozások
- A csapat hivatalos honlapja (magyarul)
- Az 1911–1912-es szezon menetrendje a tempofradi.hu-n (magyarul)